# Gerd Meiser
Gerd Meiser (* 27. November 1939; † 14. Juli 2019) war ein saarländischer Journalist und Buchautor in Neunkirchen.

## Leben
Gerd Meiser war nach Schulbesuch und Ausbildung als Industriekaufmann bei der Neunkircher Eisenwerk AG (vormals Gebrüder Stumm) beschäftigt, ehe er bei der Saarzeitung in Saarlouis und der Allgemeinen Zeitung in Saarbrücken ein Volontariat absolvierte.
Als Redakteur arbeitete er für die Saarbrücker Allgemeine Zeitung, die Saarbrücker Landeszeitung und ab 1971 für die Saarbrücker Zeitung. 32 Jahre war er Lokalredakteur in Neunkirchen, davon 15 Jahre als Leiter der Redaktion. 2004 ging er in den Ruhestand und widmete sich stärker seinen literarischen Interessen.
Gerd Meiser war mit der Malerin Hildegard Meiser  verheiratet.
Mit einer „Soirée für Gerd Meiser“ in der Stadtbibliothek Neunkirchen wurde am 27. November 2019 das umfangreiche Werk des Autors gewürdigt.

## Journalistische Arbeiten
Gerd Meiser war als Lokaljournalist seiner Heimatstadt Neunkirchen eng verbunden. Er begleitete den Niedergang des Eisenwerks und den damit verbundenen Strukturwandel der Stadt mit einer großen Zahl von Zeitungsbeiträgen, aus denen auch Bücher entstanden.
1982 bekam er den Konrad-Adenauer-Lokaljournalisten-Preis für „besonders hervorragende Berichterstattung“.
1987 war er Ansprechpartner für Journalisten aus aller Welt, als der DDR-Staatsratsvorsitzende Erich Honecker seine Heimat besuchte.

## Sachbuch – Monografien
- Ein eheähnliches Verhältnis. Ein Lokalredakteur erinnert sich. Neunkircher Hefte. Nr. 17, 2019. Herausgegeben vom Verkehrsverein Neunkirchen aus Anlass seines 50-jährigen Jubiläums.[3]
- Stadtmomente. Visualisierung und Fotos: HuwerLogo. 2006, ISBN 3-938381-14-0.
- Hoch lebe Eisen! Ein Lese- und Bilderbuch. 1987.[4]
- Neunkirchen – Eine Stadt ändert ihr Gesicht. mit Fotos von Willi Hiegel. 1983.
- Stahl aus Neunkirchen. Zur Geschichte des Neunkircher Eisenwerkes. mit Fotos von Willi Hiegel. 1982, ISBN 3-922807-21-6.

## Sachbuch – Beiträge
- Das Landkreis-Neunkirchen-Buch. 2017, ISBN 978-3-941095-47-2. – Der Band enthält den Beitrag von Gerd Meiser: „Der Besuch des alten Herrn. Als sich Neunkirchen und Wiebelskirchen auf den Empfang von Erich Honecker vorbereiteten“.
- Von einem, der Schneisen in die Zukunft schlug. Die Ära des Oberbürgermeisters Peter Neuber 1975 bis 1990 in Neunkirchen. mit Texten von Gerd Meiser und Friedrich Decker, 2014.
- NK = NE. Auflösung einer Gleichung. 1992, zusammengestellt von Friedrich Decker und Gerd Meiser, Fotos von Hans Huwer.[5]
- Neunkircher Mund-Art. zusammengestellt von Hans-Egon Lutz und Gerd Meiser, mit Zeichnungen von Hildegard Meiser, 1986 (Neunkircher Hefte Nr. 7)
- 700 Jahre Neunkirchen. 1981. Ein geschichtlicher Rückblick aus Anlass der 700jährigen Wiederkehr der urkundlichen Erstnennung Neunkirchens, Texte von Bernhard Krajewski und Gerd Meiser, Fotos von Willi Hiegel.

## Literarische Arbeiten
- Mit einem Schlag. Erzählung. 2019, ISBN 978-3-941095-66-3.[6]
- Ein Frühling, dem kein Sommer folgte. Roman. 2016, ISBN 978-3-86460-515-4.

- Waterloo oder die abenteuerliche Reise des Peter Laubheimer. Novelle. 2014, ISBN 978-3-95602-015-5.[7]

- Das Geheimnis des Kapuzenmannes. Eine Novelle aus napoleonischer Zeit. 2012, ISBN 978-3-941657-52-6.[8]

## Gemeinsam mit Hildegard Meiser
- Vom Gehen im Kreis. Die Geschichte einer Wanderung. mit Zeichnungen von Hildegard Meiser. 1995.
- Das Tal. Aquarelle, Skizzen, Texte aus dem Ostertal. mit Arbeiten von Hildegard Meiser. 1991.
- Neunkirchen – Ansichten, Aquarelle und Monotypien. mit Arbeiten von Hildegard Meiser. 1980.